# W Cancri
W Cancri är en pulserande variabel av Mira Ceti-typ  i stjärnbilden Kräftan.
Stjärnan varierar mellan magnitud +7,4 och mindre än 15,1 med en period av 393,22 dygn.